# Fantasy

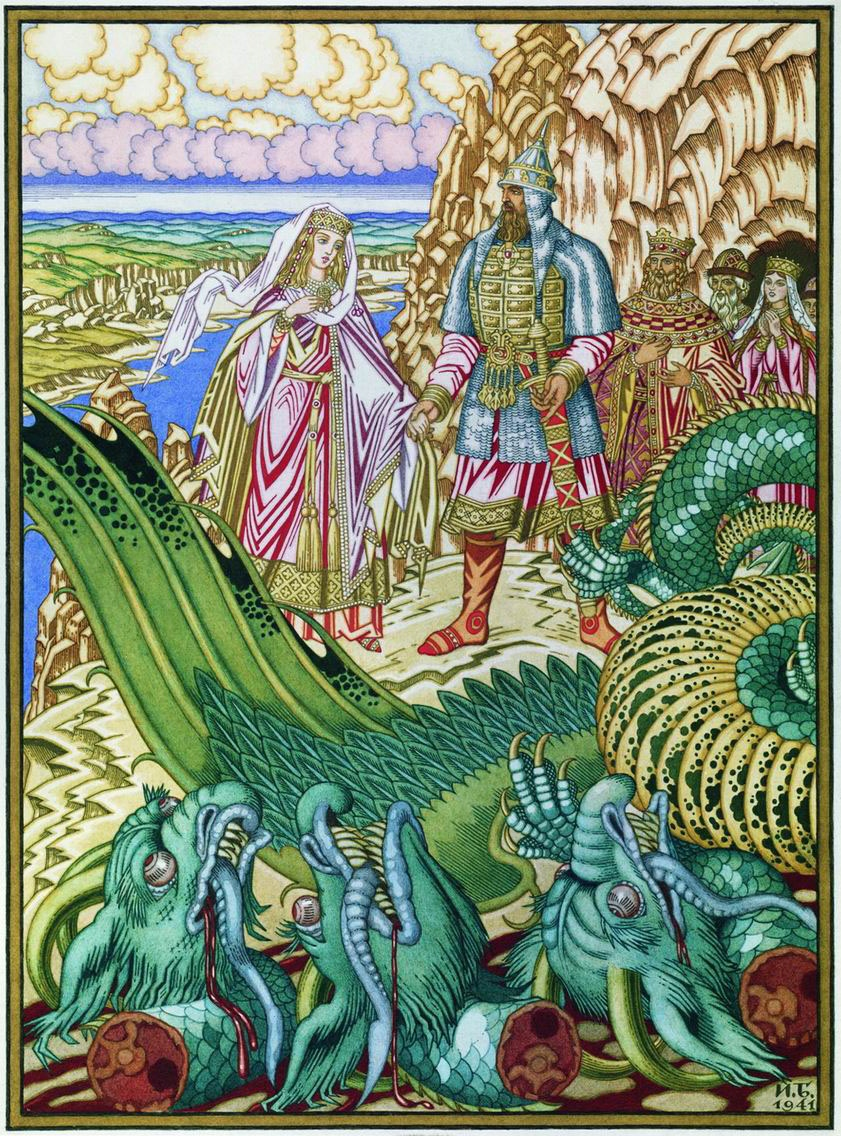
Dobrinya Nyikityics kiszabadítja Zabava Putyaticsnát Gorinics sárkány fogságából (N. V. Vodovozova: Ének Kijev fővárosról és az orosz bogatirokról (1941)

A fantasy (angol szó, ejtsd: fentezi) a fantasztikus irodalom egyik műfaja, illetve a műfaj köré szerveződő filmes, szabadidős (és egyéb) kultúra. Régebben a kritikusok nem tekintették „irodalmi” műfajnak a szó klasszikus értelmében („igényes szépirodalom”); és az irodalmi lexikonokban sem szerepelt címszóként; mára a legkiemelkedőbb, e műfajba tartozó remekeket vita nélkül szépirodalmi műveknek mondhatjuk.

## Fogalmának meghatározása
Az Aurin Fantasy Enciklopédia nyomán e műfajt a következőképpen határozzuk meg:
A fantasy a huszadik század fordulóján induló, és a század második felében kibontakozó fantasztikus irodalmi, képzőművészeti, és iparművészeti stílus, amely az angolszász irodalomban fejlődött először önálló irányzattá, de mára eltérő formákban más európai nemzetek művészeteiben is jelentkezett. Fő jellemzője, hogy a tartalma (történet/kép/hang) többnyire olyan elképzelt, mitikus jellegű, valamilyen tekintetben mindig irreális, az író által teremtett, csak annak fantáziájában létező alternatív világokba mint keretbe van ágyazva, mely felépítésében, fizikai és etikai törvényeiben, értékeiben, élőlényeiben, rokonságot mutat a vallások és mítoszok által megteremtett képzeletbeli világokkal. A fantasy ezek felépítésében – írótól, műtől függően – egyaránt (akár egyazon műben is) merít a gótikus romantika történeteiből, a középkori lovagvilág hősi énekeiből és lovagregényeiből, az ókori és kora középkori – különösen az északi, kelta, germán, skandináv – mítoszokból és eposzokból, illetve a vele rokon (de nem azonos) science-fiction műfaj által teremtett világokból. A fantasy műfaj köré egész kultúra szerveződött, melyben vannak szerepjátékok, filmek, „világépítő” klubok, kizárólag fantasyt forgalmazó könyvkiadók, és hasonlók.

## Kialakulásának története
A fantasy kezdeti szárnypróbálkozásai már a romantika korában is megjelentek (Ernst Theodor Amadeus Hoffmann: Az arany virágcserép, Vörösmarty Mihály: Csongor és Tünde, Zalán futása), később Lewis Carroll (Aliz regényciklus) által. A századforduló után jelentősen hozzájárultak a műfaj kialakuláshoz Robert E. Howard és H.P. Lovecraft művei, majd a 20. században J.R.R. Tolkien, C. S. Lewis és Michael Ende alkotásai. A fantasyt egyértelműen Tolkien regénye, A Gyűrűk Ura emelte ki az irodalmilag kvázi megtagadott műfajok közül, és tette kiemelkedően népszerű, világszerte terjedő irodalmi műfajjá. Ezért a legtöbb fantasy-írónak is A Gyűrűk Ura lett a követendő etalon és szinonimája az ún. „klasszikus fantasynak”.
Az 1970-es években induló szerepjátékipar jelentősen hozzájárult, hogy a műfajba tömegek érdeklődését bevonja. A számos regény jelent meg ezen játékvilágok által ihletve, illetve a játékok kiegészítőjeként több regény készült megrendelésre is.

## A fantasy típusai, stílus irányzatai
Nincs egységes rendszer meghatározva, hiszen adott műben a stílusirányzatok rugalmasan kezelhetőek és a stílushatárok összemosódhatnak. Ezért a többnyire már elismert ágakat soroljuk fel a teljesség igénye nélkül.

### Főbb irányzatok
A legtöbb fantasy mű a következő két kategória valamelyikébe besorolható:
- Epikus fantasy (epic fantasy): A történet alapja egy nagy, magasztos közös célért vagy elvért, hatalmas küzdelmek árán való törekvés, szó szerint és átvitt értelemben véve, legtöbbször (részben) pozitív befejezéssel. Ilyen Tolkien A Gyűrűk Ura című műve.
- Heroikus, hősi fantasy (heroic vagy quest fantasy): Hasonló az epikus fantasy-hoz, de a központban egy ember (a hős) és annak célja(i) állnak. Ilyen Robert E. Howard: Conan, a barbár-ja.
  - Ezt a két főkategóriát szokás még "high fantasy"-nek is nevezni. Ez a megfogalmazás azonban néha problémás lehet az angol megnevezést használva. Egy részt a "high fantasy"-nek van egy másod jelentése is (lásd a részleteket a "low fantasy"-nál), másrészt zavaró és félreértelmezhető lehet ha egy mű például "heroikus high fantasy" és ezen belül a "low fantasy" részkategóriába tartozik.[1] Ilyen David Gemmell-től a Legenda c. könyv.

### Alaptípusok
Azon művek, amelyek a fenti két kategóriába nem sorolhatók be, vagy ha igen, akkor az irányzat beazonosítása a következő stílusok szerint tovább finomítható:
- Dark fantasy: Fantasy horror elemekkel vegyítve, illetve lazább kategorizálás szerint a sötétebb, negatív hangvételű fantasy műfajok is ide tartoznak. A végkifejlet ritkán pozitív. Ilyen H.P. Lovecraft legtöbb műve, mint a Cthulhu hívása.
- Történelmi fantasy (historical fantasy): Nem egy képzelt világ az alapja, hanem a Föld egyik történelmi szakasza (legtöbbször középkor). Akár valós eseményeket dolgoz fel, de kisebb-nagyobb mértékben el is térhet tőle. Ugyanakkor valamilyen szinten jelen van a mágia és varázslás. Esetleg mitikus lények, mint az unikornis. Ilyen Artúr király és a kerekasztal lovagjai mondakör.
- Fantasy vígjáték, komédia vagy paródia (humorous fantasy): A fantasy elemeit használva – többnyire az íratlan szabályokat mellőzve – felépített vígjáték vagy paródia. A paródia esetén konkrét mű(vek) paródiája, sok esetben egy népszerű mű sikerét lovagolja meg, ugyanis a paródia mentesül a parodizált mű szerzői jogi kötöttségei alól. Vígjátéknál is általában sok a konkrét művekre való utalás. Ilyenek Terry Pratchett vígjátékai. Illetve hazánkban Nemes István írt számos művet álnéven, sokszor saját történeteit parodizálva.
- Kortárs vagy városi fantasy (contemporary vagy urban fantasy): Hasonlít a történelmi fantasyhoz, de mai korban játszódik, ahol a mágia és/vagy a mitikus lények többé-kevésbé titokban jelen vannak. Ilyen a Harry Potter[2] vagy a Hellboy illetve az Immortalis Osculum.
- Tudományos fantasy (science fantasy): Keveri a fantasy és a sci-fi elemeit. Habár a sci-fi műfaj már maga is egyfajta fikció, de itt jellemzően megjelenik a történetben a mágia (vagy ahhoz hasonló erő), illetve mitikus lények, fajok. Többnyire a tudományos magyarázat másodlagos vagy teljesen hiányzik, illetve inkább kellék a történethez. Ilyenek a Warhammer 40000 történetek vagy a Star Wars.

### Köztes vagy keverék típusok
- Könnyű vagy enyhe fantasy (low fantasy): Hasonló a történelmi vagy kortárs típus, de képzelt világban játszódik. A mi világunkhoz (jelen vagy történelmi) nagyon hasonló a történet háttere. Főleg akkor jellemző, ha az író szabad kezet szeretne a mű írásában úgy, hogy a realitások ne kössék meg a történetvezetést. Így például írható olyan középkori témához hasonló történet, amelynek nincs valós helyszíne vagy a történelmi alapja. Ezenfelül némileg felrúghatók a fizika törvényei is, például mágia használattal vagy csodatétellel. Ilyen a Trónok harca.
  - Néhány ritkábban használt definíció szerint a "low fantasy" kifejezést használják gyűjtő kategóriaként az olyan stílusokra, ami nem teljesen fantázia világra és mágiára épít. Ennek értelmében ide tartozik például a kortárs vagy történelmi fantasy számos egyéb mellett. Ennél a felosztásnál a "high fantasy" pedig az ellentétet, a teljes fantázia világot feldolgozó történetet takarja.
- Mese vagy tündérmese fantasy (fairytale fantasy): Klasszikus 18–19. századi mesevilágra épülő történet. A régi műfaj szabályait nagyban megtartva íródik, de újat alkot. Ilyen a Csillagpor.
- Steampunk fantasy: Rétegstílus, keveréke a történelmi és a tudományos fantasynak, kicsit felborítva mindegyikük szabályait. A vernei világot megjelenítő, XVIII. század végére és XIX. századra kiható ipari forradalom gyümölcseként megindult iparosodás eredményeiből, elsősorban a gőzgéptechnikáéból építkezik, azonban a technika ebben a világban a gőztechnológia és korabeli mechanikai eszközeivel a művek szerint elérte, néha pedig meghaladta mai világunk technikai fejlettségét, miközben a kornak kellékei (építészet, öltözködés, átlagember eszközei stb.) romantikus háttérként megmaradnak a korabeli szinten. Különbséget teszünk steampunk fantasy és steampunk sci-fi között, előbbire példa Az arany iránytű (The Golden Compass) c. mese, míg utóbbira a Vadiúj vadnyugat (Wild Wild West) c. kalandfilm.

## Rokon műfajok
- A fantasy műfaj rokon egy másik, régebbi stílusirányzattal, melyet mágikus realizmusnak neveznek. Képviselői közé tartozik többek között Gabriel García Márquez, E. T. A. Hoffmann, Magyarországon pedig Kodolányi János (utóbbi Tolkiennel nagyjából egy időben alkotott az övéhez hasonló, az ókori mítoszvilágban játszódó regényeket).
- A fantasyhoz igen közel áll a mese műfaja, hiszen a fantasy-művek a mítoszok mellett a népmesék világából is sokat merítenek. A két műfajt leginkább a célközönség különbözteti meg: a mesék elsősorban gyerekeknek készülnek, ezzel szemben a fantasy felnőtt olvasókhoz szól. Korábban a fantasy műfaj önállósodása előtt egyes ma már fantasy-ként kategorizált műveket meseként soroltak be.
- Klasszikus mitikus műfaj, amely sokszor történelmi valós elemeket ötvöz a mesék világával. Egyes történeteket így őrizve meg az utókor számára az enyészettől. Például Iliasz, ami Trója megtalálásához vezetett.
- A sci-fi régebben a meséhez hasonlóan szoros kapcsolatban állt egyes fantasy művekkel. A műfaj különválása előtt néhány fantasy művet jobb híján sci-fi-ként kategorizáltak. Lester del Rey a "The word of science fiction 1926–76" művében még úgy nyilatkozott, hogy a sci-fi a Gilgames-eposzig nyúlik vissza, de e eposzra ma már inkább mint fantasy tekintünk. [3] Ma is van kapcsolat a sci-fi és a fantasy között a science fantasy alkategória formájában, ahova például a Star Wars-t is soroljuk.[4]
- A horror műfaj hatással volt a dark fantasy kialakulására, de a behatás kölcsönös volt, a horror műfaj is átemelt elemeket a fantasy világából. A horror műfaj számos művénél megjelentek a H.P. Lovecraft által divatba hozott Necronomicon és a fantasy világ egyes természetfeletti lényei.

## A fantasy pszichológiája
Pszichológiai szempontból a fantasy egyik legjellemzőbb vonása a kollektív tudattalan felé fordulás, olyannyira, hogy kísérletek történtek a jungi (a Myers-Briggs-típusindikátorban is vizsgált) személyiségjellemzőknek (Intuíció, Érzékelés, Érzés, Gondolkodás) bizonyos tipikus fantasy-karaktereknek való megfeleltetésére. Eszerint a Harcos képviselné az Intuíciót (mivel a kardokkal vagy puszta kézzel vívott közelharc nagymértékben az ellenféllel való intuitív azonosuláson alapszik), a Tolvaj az Érzékelést (ügyesség, tárgyak iránti vonzalom), a Pap az Érzést és Ítélést (Jó-Rossz megkülönböztetése, istenek és/vagy egyéb értékek iránti rajongás), a Varázsló pedig a Gondolkodást (évekig tartó tanulás, a világot irányító mélyebb törvények ismerete).
Jung nyomán sikerült a fantasy keletkezését és népszerűségét is magyarázni. Szerinte a modern ember (ti. a nyugati civilizáció embere) elszakadt mitikus-mágikus gyökereitől. Ugyanekkor az ezek iránti igény továbbra is jelen van.
Az emberiség túlnyomó részét alkotó, csekély élettapasztalattal, kevés transzcendens emlékkel rendelkező, könnyen befolyásolható tömeglények nehezen igazodnak el ebben a világszellem neurotikus előérzetétől vibráló életformában… Az emberek igénylik a transzcendens műveket. A fantasy feladata, hogy megmutassa az individualizáció, az átlényegülés útját, s rávezessen arra, hogy az értékeket saját magunkban, saját kis kozmoszunkban keressük, hiszen az a legapróbb részletekig is analóg a világegyetemmel. Amelyik ember nem hisz a csodákban, az az ember nem realista.